# Vlajka Jersey

Jerseyská vlajka
Poměr stran: 3:5

Vlajka Jersey, britského korunního závislého území, je tvořena bílým listem o poměru stran 3:5 s červeným úhlopříčným křížem svatého Patrika. V horním trojúhelníkovém poli je červený štít se třemi žlutými lvy (formou pečetě ji ostrovu udělil král Eduard I. roku 1279) doplněný korunou Plantagenetů.
V této podobě byla vlajka schválená roku 1981, bez znaku se neoficiálně používala už asi sto let.

## Galerie

Vlajka jerseyského guvernéra Poměr stran: 1:2
Jerseyská vlajka (do 1981) Poměr stran: 3:5
(?) Jerseyská námořní vlajka Poměr stran: 1:2
(?) Jerseyská státní námořní vlajka Poměr stran: 1:2